# José Aristeu Vieira

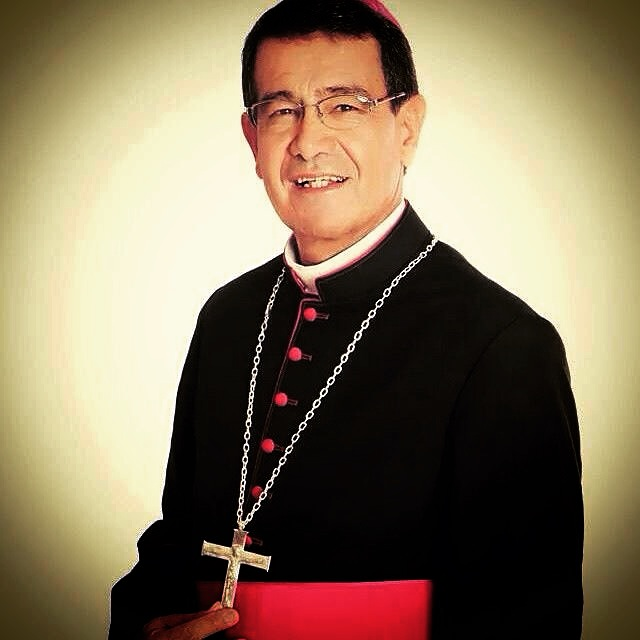
José Aristeu Vieira

Bischofswappen von José Aristeu Vieira.

José Aristeu Vieira (* 14. Juli 1952 in Rio Vermelho, Minas Gerais, Brasilien) ist ein brasilianischer Geistlicher und römisch-katholischer Bischof von Luz.

## Leben
José Aristeu Vieira empfing am 13. Oktober 1979 das Sakrament der Priesterweihe für das Erzbistum Diamantina.
Am 25. Februar 2015 ernannte ihn Papst Franziskus zum Bischof von Luz. Der Erzbischof von Diamantina, João Bosco Oliver de Faria, spendete ihm am 2. Mai desselben Jahres die Bischofsweihe. Mitkonsekratoren waren der Altbischof von Porto Nacional, Geraldo Vieira Gusmão, und Esmeraldo Barreto de Farias IdP, Weihbischof in São Luís do Maranhão.